# Georges Condominas
Georges Condominas (1921, Hải Phòng – 2011, Paris) là nhà nghiên cứu văn hóa người Pháp có uy tín trên thế giới trong các lĩnh vực dân tộc học và nhân chủng học. Ông cùng với nhà triết học Michel Henry (1922–2002) là những học giả, trí thức người Pháp sinh ra và sống thời thơ ấu tại Hải Phòng. Tại Việt Nam, ông có một số người bạn thân nổi tiếng như giáo sư Trần Văn Khê, nhà văn Nguyên Ngọc. Georges Condominas được đánh giá là một trong những nhà dân tộc học xuất sắc nửa sau thế kỷ 20, là người đại diện cho một thế hệ, một trường phái "điền dã" kinh điển trong nghiên cứu khoa học xã hội. Tên tuổi của ông trong giới nghiên cứu dân tộc học gắn liền với những nghiên cứu thực địa về văn hóa của dân tộc Mnông (Mnông Gar) ở ngôi làng Sar Luk thuộc vùng Tây Nguyên của Việt Nam cũng như ở phạm vi rộng lớn hơn của vùng Đông Nam Á. Năm 1949, ông là người đầu tiên phát hiện, nghiên cứu và công bố ra thế giới bộ đàn đá thời tiền sử có niên đại khoảng 3000 năm được tìm thấy tại khu vực Nduk Liêng Krăk thuộc tỉnh Đăk Lăk ngày nay.

## Tiểu sử và sự nghiệp

### Những năm tuổi trẻ
Georges Condominas sinh năm 1921 tại Hải Phòng, Việt Nam (khi đó nằm trong Liên bang Đông Dương dưới thời Pháp thuộc). Cha của ông là người Pháp, mẹ là người lai ba dòng máu Việt, Hoa và Bồ Đào Nha. Condominas học tiếng Việt chủ yếu qua người mẹ của ông.
Tiểu sử của ông có nhiều điểm tương đồng với nhà triết học Michel Henry (1922–2002). Cả hai người đều có cha là sĩ quan quân đội Pháp tại Đông Dương trong thời kỳ thuộc địa, đều sinh ra và sống thời thơ ấu tại Hải Phòng, đều từng tham gia quân đội trong thế chiến thứ hai nhưng sau đó lại chọn con đường nghiên cứu khoa học thay vì theo nghiệp nhà binh (sĩ quan quân đội) như những người cha của họ.
Trong thời gian sống tại Việt Nam đầu những năm 1940 (ông không có điều kiện về Pháp trong suốt thời gian diễn ra cuộc chiến tranh thế giới lần thứ hai), Condominas theo học ngành luật đồng thời học hội họa tại Trường Cao đẳng Mỹ thuật Đông Đương (1943) nhờ được hoãn tòng quân dài hạn. Nhưng tới năm 1945, ông vẫn bị gọi vào hải quân Pháp tham chiến ở Sài Gòn rồi bị quân Nhật bắt làm tù binh trong gần 7 tháng.
Chiến tranh thế giới thứ hai kết thúc, ông trở về Pháp, theo học ngành nhân văn tại Đại học Sorbonne (Paris), đỗ Cử nhân văn khoa vào năm 1947. Ngay từ lúc ấy, ông bắt đầu chú ý đến ngành dân tộc học, nhận bằng tốt nghiệp tại Trung tâm đào tạo về nghiên cứu dân tộc học ở Paris năm 1948. Năm 1955, ông tốt nghiệp trường Cao đẳng Thực hành Paris. Tới năm 1970, ông nhận bằng Tiến sĩ văn khoa và khoa học nhân văn tại Đại học Sorbonne.
Thời kỳ 1948–1950, khi mới 27 tuổi, Condominas trở lại Việt Nam và lên vùng Tây Nguyên để tiến hành những nghiên cứu dân tộc học về người M'nông tại ngôi làng Sar Luk ở nơi gần như bị thế giới bên ngoài bỏ quên.

### Dân tộc học như một nghệ thuật sống
Trong thời gian từ 1948–1950, ông trở lại Việt Nam sau khi nhận bằng tốt nghiệp tại Trung tâm đào tạo về nghiên cứu dân tộc học ở Paris, ông chọn vùng Tây Nguyên để nghiên cứu thực địa. Ông đã đến ở một thời gian dài tại làng Sar Luk của người Mnông Gar (Đăk Lăk), sống cuộc sống thường ngày theo cách của chính họ nên chẳng bao lâu sau ông được dân làng xem như người thân trong làng. Condominas cho dựng một ngôi nhà trệt mái vòm, giống y mẫu nhà cổ truyền của người M'nông để ở và bắt tay nghiên cứu, sưu tầm. Nhờ thông thạo tiếng nói của người Mnong Gar nên ông đã tham gia vào cuộc sống hằng ngày của dân làng, tiến hành tất cả các cuộc điều tra mà không cần đến người thông dịch. Từ những kiến thức và kinh nghiệm thu thập được qua cuộc nghiên cứu điền dã này, ông đã hoàn thoàn nhiều công trình khoa học phong phú mà nổi bật nhất là hai cuốn sách gây được tiếng vang lớn trong ngành dân tộc học thế giới: "Nous avons mangé la forêt" ("Chúng tôi ăn rừng đá thần Gôo"), 1957 và "L’Exotique est quotidien: Sar Luk, Vietnam central" ("Cái xa lạ là cái hàng ngày: Sar Luk, miền Trung Việt Nam"), 1965.
Cũng tại nơi đây, vào năm 1949, nhờ dân làng thông báo mà ông phát hiện, nghiên cứu và công bố ra thế giới bộ đàn đá thời tiền sử có niên đại khoảng 3000 năm tìm thấy tại khu vực Nduk Liêng Krăk thuộc tỉnh Đăk Lăk ngày nay, hiện được trưng bày tại Bảo tàng Con người ở Paris (Pháp). Sau này giáo sư Trần Văn Khê đã đánh giá về phát hiện đó: "Bộ đàn đá ấy được đánh giá là nhạc cụ đá cổ xưa nhất không chỉ của người người thiểu số Tây Nguyên mà còn là nhạc cụ đá cổ nhất của thế giới".
Tuy chủ yếu nổi tiếng như là chuyên gia về Việt Nam, đặc biệt về người Mnong Gar nhưng Georges Condominas còn nghiên cứu về nhiều nước khác như Togo, Madagascar, Thái Lan, Lào và Campuchia. Đề tài nghiên cứu chính của ông là dân tộc học và từ vựng học, những nhóm Nam Á thuộc Tây Đông Dương, đặc biệt là người Mnông Gar ở Trung Bộ, xã hội học về tôn giáo dân gian tại Lào, dân tộc học ở Madagascar.
Bằng những công trình nghiên cứu dân tộc học và đặc biệt thông qua cuộc trưng bày hiện vật, tư liệu, hình ảnh được chính mình sưu tầm, George Condominas đã tự mình thực nghiệm và mở ra một hướng nghiên cứu mới, tiếp cận mới về nghiên cứu dân tộc học ở Tây Nguyên. Các tác phẩm nổi tiếng của Condominas như Chúng tôi ăn rừng, Không gian xã hội vùng Đông Nam Á, Biên niên của Sar Luk, Làng Mnông Gar đã được ấn hành bằng tiếng Việt tại Việt Nam.
Ông là giám đốc nghiên cứu tại Trường Cao học về Khoa học xã hội do ông sáng lập ra vào năm 1962. Ông cũng là giáo sư thỉnh giảng bộ môn dân tộc học và nhân chủng học ở nhiều trường đại học hàng đầu thế giới.
Ngoài công việc chuyên môn của một nhà dân tộc học, ông cũng từng đảm nhiệm nhiều cương vị của một nhà quản lý trong ngành như Giám đốc Trung tâm tư liệu và nghiên cứu Đông Nam Á và Khu vực Nam đảo (CeDRASEMI); Chủ tịch Ban Nhân học – Dân tộc học – Tiền sử học của Trung tâm Nghiên cứu Khoa học Quốc gia Pháp (CNRS) từ năm 1976 đến năm 1980; Phó Chủ tịch của Liên hiệp quốc tế các hội khoa học Nhân học và Dân tộc học. Năm 1977, ông tổ chức hội nghị quốc tế về nhân học ở Pháp dẫn đến việc thành lập hội Nhân học Pháp (AFA). Ông cũng nhiều lần được mời tham gia ban giám khảo quốc tế của Cơ quan Liên Hợp Quốc UNESCO chuyên trách việc tuyển chọn di sản truyền khẩu và phi vật thể của nhân loại.
Năm 2007, Bảo tàng Dân tộc học Việt Nam và Bảo tàng Quai Branly (Pháp) đã tổ chức cuộc trưng bày hiện vật, phim ảnh, ghi chép Chúng tôi ăn rừng – Georges Condominas ở Sar Luk tại Bảo tàng Dân tộc học Việt Nam.
Ngày 17 tháng 7 năm 2011, ông qua đời tại bệnh viện Broca (Paris) ở tuổi 90.
Già làng Y Wăn Rơ Tung của ngôi làng Sar Luk đã nói trong xúc động khi nghe tin Yoo Condo (tên gọi thân mật do dân làng Sar Luk đặt cho Condominas) qua đời: "Yoo Condo là người M’nông Gar mà. Chúng tôi rất muốn làm lễ bỏ mả cho ông ấy".
Một buổi lễ tưởng niệm trọng thể dành cho Condo (tên gọi thân mật của bạn bè tại Việt Nam dành cho Condominas) đã được Quỹ Văn hóa Phan Châu Trinh, Viện Viễn Đông Bác Cổ Pháp, Trung tâm Văn hóa Pháp, Nhà xuất bản Tri Thức cùng bạn bè và các học trò của ông tổ chức tại Việt Nam ngày 15 tháng 9 năm 2011.

## Tác phẩm xuất bản trong tiếng Việt
- Chúng tôi ăn rừng Đá thần Gôo (Nous avons mangé la forêt, 1957)
- Cái xa lạ là cái hàng ngày: Sar Luk, miền Trung Việt Nam (L’Exotique est quotidien: Sar Luk, Vietnam central, 1965)
- Không gian xã hội vùng Đông Nam Á, 1997 (L’Espace social. À propos de l’Asie du Sud-Est, 1980)
- Fokon olona và những tập thể nông thôn ở Imerina, 1960
- Biên niên của Sar Luk
- Làng Mnông Gar
- Những bài ca của người M'nông
- Phác thảo về thực vật – dân tộc học của người M'nông Gar
- Đạo Phật ở làng, 1998

## Quan điểm chính trị
Georges Condominas coi dân tộc học là cả một quan niệm sống hay một nghệ thuật sống. Ông là người có quan điểm chống chủ nghĩa thực dân mạnh mẽ và ủng hộ phe cánh tả tại Pháp. Năm 1961, ông đã ký tuyên ngôn nổi tiếng của 121 trí thức nổi tiếng bậc nhất nước Pháp như Jean-Paul Sartre, Laurent Schwartz, Claude Simon, Simone de Beauvoir… chống lại cuộc chiến tranh thực dân của Pháp ở Algerie và ủng hộ Mặt trận giải phóng dân tộc Algerie (FNL). Năm 1972, trong diễn văn khai mạc đọc ở hội nghị hằng năm của Hội Nhân học Hoa Kỳ, ông đã dùng từ "diệt chủng" (ethnocide) để lên án cuộc chiến của quân đội Mỹ ở Việt Nam cũng như ở Đông Dương.

## Ghi nhận
Georges Condominas được đánh giá là một trong những nhà dân tộc học xuất sắc nửa sau thế kỷ 20, là người đại diện cho một thế hệ, một trường phái "điền dã" kinh điển trong nghiên cứu khoa học xã hội. Không chỉ là một nhà dân tộc học nổi tiếng, ông còn đóng góp tích cực trong nhiều lĩnh vực nghiên cứu khác như ngôn ngữ học, thời đại nô lệ, ngành canh nông, tập tục du canh du cư.
Chưa từng nhận mình là nhà Việt Nam học song Georges Condominas được giáo sư Trần Quốc Vượng đánh giá là "nằm trong số học giả phương Tây sớm thấy rõ và đi sâu tìm hiểu bản sắc văn hoá của Việt Nam và Đông Nam Á".
Nhận xét về Condominas, giáo sư nhân học Oscar Salemink thuộc Đại học Copenhagen (Đan Mạch) nói: "Với tôi – giống như nhiều nhà nhân học khác ở Pháp và các nước, Condo là người thầy và là nguồn cảm hứng, một người vô cùng rộng lòng với sinh viên và các học giả trẻ... Georges Condominas là một học giả đầy cảm hứng và rộng lượng, một người có tài năng nghệ sĩ và lòng dũng cảm chính trị".
Nhân dịp Condominas bước sang tuổi 60, hơn bảy mươi đồng nghiệp, các nhà văn, nhà thơ như Claude Lévi-Strauss, Leroi-Gourhan, Pierre Gourou, Georges Pérec, Kenneth White... đã viết tặng ông hai cuốn sách với tựa đề Orients và Cheminements.
Ba tác phẩm nổi tiếng của ông: Nous avons mangé la forêt (Chúng tôi ăn rừng), L’Exotique est quotidien (Cái xa lạ là cái hàng ngày) và L’Espace social. À propos de l’Asie du Sud–Est (Không gian xã hội vùng Đông Nam Á) được giới chuyên môn đánh giá là đã làm khuấy động lý thuyết về dân tộc học đồng thời được xếp vào hàng những cuốn sách kinh điển của ngành dân tộc học và được dịch ra nhiều thứ tiếng khác nhau.
Vào năm 2006, một cuộc triển lãm tôn vinh những đóng góp của Georges Condominas với ngành dân tộc học thế giới đã được Viện Bảo tàng Nghệ thuật Nguyên thủy Quai Branly (Pháp) vừa mới được khai trương tổ chức. Triển lãm mang tên Nous avons mangé la forêt: Georges Condominas au Vietnam (Chúng tôi ăn rừng: Georges Condonminas tại Việt Nam), giới thiệu 140 trong số gần 500 hiện vật mà Georges Condominas đã thu thập được tại làng Sar Luk trong thời gian ông nghiên cứu tại đây, và đã được trao cho Viện Bảo tàng Quai Branly lưu trữ.
Năm 2007, ông được bầu làm thành viên danh dự của Viện Viễn Đông Bác Cổ (EFEO) và được trao tặng Huy chương Hữu nghị của Nhà nước Việt Nam. Ông cũng được nhận Huân chương Nghệ thuật và Văn chương của Bộ Văn hóa – Truyền thông Cộng hòa Pháp và Kỷ niệm chương "Vì sự nghiệp khoa học xã hội" của Viện Khoa học xã hội Việt Nam. Tháng 3 năm 2010, ông được trao Giải thưởng Phan Châu Trinh cho những đóng góp lớn trong việc đưa văn hóa Việt Nam quảng bá ra thế giới.